# Provença-Tunnel
Der Tunnel Sants–La Sagrera (der als eine von mehreren verschiedenen diskutierten Varianten auch Provença-Tunnel genannt wurde) ist ein zweigleisiger Eisenbahntunnel in Barcelona. Er wurde am 8. Januar 2013 eröffnet und verbindet regelspurig den Bahnhof Sants im Südwesten der Stadt mit dem neuen Bahnhof Sagrera, der im Nordosten entsteht und voraussichtlich 2023 eröffnet. Er ist nach dem Aragó- und Meridiana-Tunnel der jüngste der drei Eisenbahntunneln in der Innenstadt. Mit Hilfe des neuen Tunnels sind durchgehende Fahrten von der Schnellfahrstrecke Madrid–Barcelona auf die Schnellfahrstrecke Barcelona–Figueras–Französische Grenze möglich. 

## Technik
Der Tunnel hat eine Länge von 5,6 Kilometern, wovon 4,8 Kilometer mit Hilfe einer Tunnelbohrmaschine erstellt werden. Die 105 Meter lange und 2300 Tonnen schwere Maschine stammt vom deutschen Hersteller Herrenknecht. Nachdem sich die Inbetriebnahme der Tunnelbohrmaschine mehrfach verschob, begann der Vortrieb schließlich Ende März 2010. Die Tunnelbohrmaschine arbeitet sich dabei von La Sagrera aus in Richtung Sants vor. Der maschinelle Vortrieb wurde im August 2011 beendet. Der Tunnelquerschnitt beträgt 85 Quadratmeter, die Röhre hat einen Durchmesser von 10,4 Meter, die maximale Überdeckung beträgt 41 Meter. Die ersten (von La Sagrera aus gesehen) 422 Meter und die letzten 395 Meter des Tunnels werden in offener Bauweise erstellt. Der Tunnel erhält zwölf Notausgänge. Er unterquert fünf Tunnelröhren der Metro Barcelona sowie je eine der Ferrocarrils de la Generalitat de Catalunya und der Renfe.
Im Februar 2008 sind die Arbeiten an ein Konsortium aus drei Firmen vergeben worden. Die Bauzeit sollte 35 Monate betragen. Die Kosten für den Bau des Tunnels werden auf 179,3 Millionen Euro veranschlagt. Zwei Gleise liegen dabei in einer Röhre. Der Tunnel verläuft weitestgehend unter den Straßenzügen Carrer Provença, Avinguda Diagonal und Carrer Mallorca. Wegen des Verlaufs unter der Carrer Provença entstand die Bezeichnung als tunel Provença im Gegensatz zu anderen Verläufen, z. B. entlang der Küste, als tunel litoral.
Am 26. Juli 2011 erreichte die Tunnelbohrmaschine nach fast 5,1 km durch den Untergrund die Ausstiegsgrube im Bereich der Kreuzung der Straßen Provença und Entença.

## Kritik
Die Planungen für den Tunnel stoßen auf Kritik in Barcelona. Kritiker behaupten, die Röhre werde unter zahlreichen Gebäuden hindurchgeführt, der Bauherr Adif behauptet das Gegenteil. Auch die Nähe zur Sagrada Família hat Proteste hervorgerufen. Die Fundamente der in Bau befindlichen Kirche werden mit wenig seitlichem Abstand unterfahren. Während das Fundament der Kirche bis in eine Tiefe von 16 Metern reicht, liegt der Tunnel an dieser Stelle 30 Meter tief. 104 Pfähle im Erdreich sollen das Bauwerk schützen. Sie haben jeweils einen Durchmesser von 1,5 Meter und reichen 40 Meter in die Tiefe. Die UNESCO lehnte es ab, die Kirche wegen der Arbeiten auf die Rote Liste des gefährdeten Welterbes zu setzen. Nach ursprünglicher Planung sollten die Bauarbeiten im August 2010 am Fuße der Kirche ankommen. Schlussendlich passierte die Tunnelbohrmaschine die Kirche im Oktober 2010. Das Gaudi-Gebäude Casa Milà wurde im Februar 2011 unterfahren.
Die Kathedrale Sagrada Familia wurde nicht beschädigt. Im Juni hatte die Audiencia Nacional, der oberste Gerichtshof, die Klage der Dombaugemeinschaft der Sagrada Familia und anderer gegen den Bau des Tunnels abgelehnt.